# 30373 Mattharley
30373 Mattharley è un asteroide della fascia principale. Scoperto nel 2000, presenta un'orbita caratterizzata da un semiasse maggiore pari a 2,3881001 UA e da un'eccentricità di 0,1362919, inclinata di 6,34627° rispetto all'eclittica.